# Ed Kowalczyk

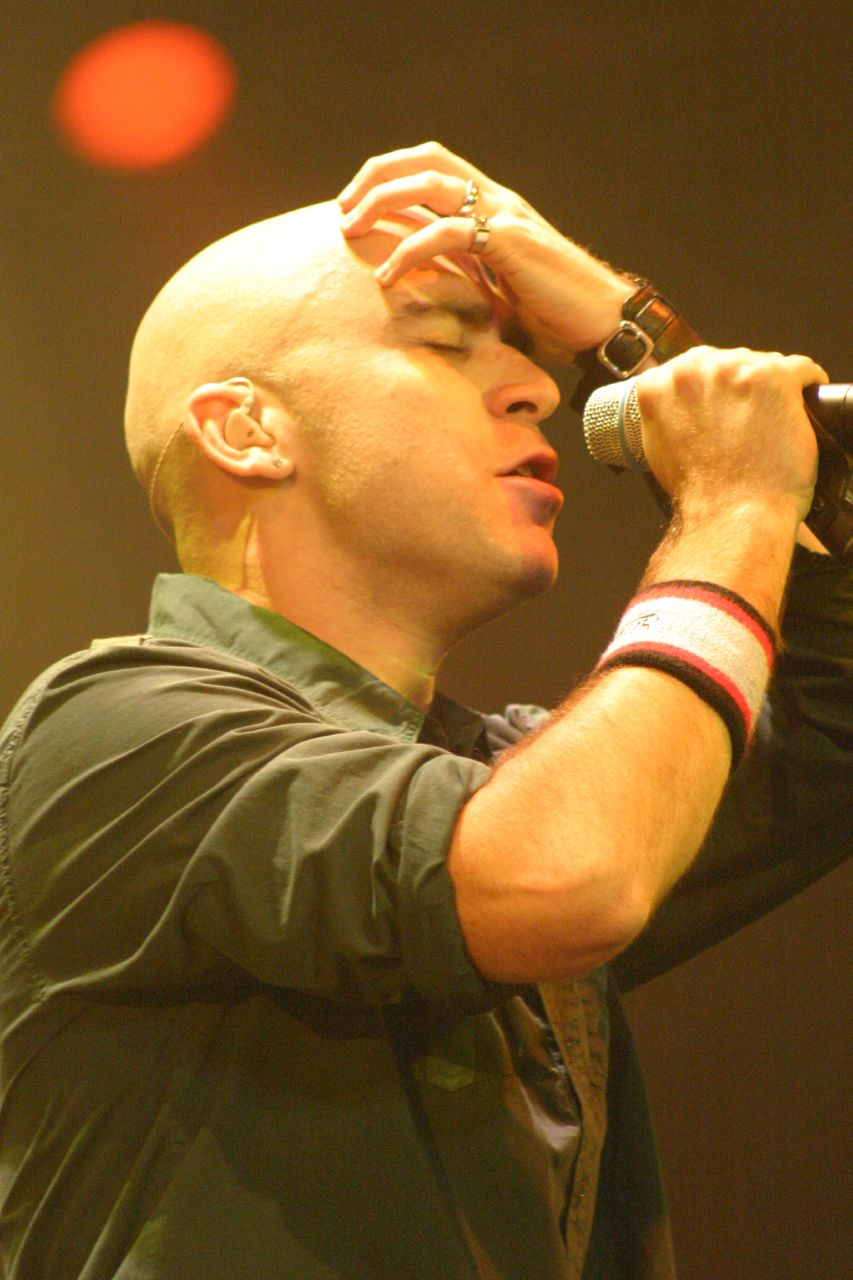
Ed Kowalczyk

Edward Joel Kowalczyk (York, 16 juli 1971) is een Amerikaans zanger. Hij was van 1989 tot en met 2009 leadzanger van de Amerikaanse rockband Live, begon in de zomer van 2009 aan een solocarrière en keerde eind 2016 terug bij Live.
In november 2009 werd Kowalczyk uit Live gezet, nadat hij een dispuut kreeg rond het eigenaarschap van het gezamenlijke bedrijf rond Live. De band spande rechtszaken tegen hem aan rond het gebruik van de naam Live in zijn solocarrière.
Kowalczyk woont in Ojai (Californië) met zijn vrouw en drie dochters Ana Sofia, Natasha en Cecilia en zoon Paul. Deze kinderen zijn naar eigen zeggen een grote inspiratie voor hem geweest bij het schrijven voor zijn nummers, onder andere Love Shines (A Song for My Daughters About God) van Lives album Songs from Black Mountain uit 2006.
Kowalczyks jongere broer Adam reisde mee met tours van Live en speelde gitaar tijdens optredens van de band.
Kowalczyk had een rolletje als ober in de film Fight Club van David Fincher uit 1999.

## Discografie

### Albums
| Album met eventuele hitnotering(en) in de Nederlandse Album Top 100 | Datum van verschijnen | Datum van binnenkomst | Hoogste positie | Aantal weken | Opmerkingen |
| ------------------------------------------------------------------- | --------------------- | --------------------- | --------------- | ------------ | ----------- |
| Alive                                                               | 2010                  | 03-07-2010            | 4               | 12*          |             |
| The Flood and the Mercy                                             | 2013                  | 13-09-2013            | .               | .            |             |

| Album met hitnotering(en) in de Vlaamse Ultratop 200 albums | Datum van verschijnen | Datum van binnenkomst | Hoogste positie | Aantal weken | Opmerkingen |
| ----------------------------------------------------------- | --------------------- | --------------------- | --------------- | ------------ | ----------- |
| Alive                                                       | 2010                  | 03-07-2010            | 27              | 4            |             |

### Singles
| Single met eventuele hitnotering(en) in de Nederlandse Top 40 | Datum van verschijnen | Datum van binnenkomst | Hoogste positie | Aantal weken | Opmerkingen                           |
| ------------------------------------------------------------- | --------------------- | --------------------- | --------------- | ------------ | ------------------------------------- |
| Evolution revolution love                                     | 2001                  | 07-07-2001            | tip14           | -            | met Tricky / #79 in de Single Top 100 |